# Star Wars (Main Title)
"Star Wars (Main Title)" je hudební motiv, který složil a dirigoval John Williams. Nahrávka orchestru London Symphony Orchestra z roku 1977 se umístila na desátém místě v žebříčku Billboard Hot 100 a na třináctém místě v žebříčku Canada RPM Top Singles. Diskotéková verze „Star Wars Theme/Cantina Band“ amerického hudebního producenta Meca z alba Star Wars and Other Galactic Funk se ve stejném roce stala celosvětovým hitem.

## Dějiny
Skladba je hlavním hudebním motivem franšízy Star Wars a je také považována za hlavní příznačný motiv Luka Skywalkera (Mark Hamill), hlavního hrdiny původní trilogie Star Wars. Původní nahrávku z roku 1977 vytvořil orchestr London Symphony Orchestra. Skladba se během podzimu téhož roku stala hitem ve Spojených státech (10. místo v žebříčku Billboard Hot 100) a v Kanadě (13. místo). Skladba čerpá vliv z hudby Ericha Wolfganga Korngolda k filmu Kings Row z roku 1942 a skladby Jupiter Gustava Holsta z jeho orchestrální suity Planety.
Na straně B byla původní filmová hudba "Cantina Band".
"Star Wars (Main Title)" byl menší ze dvou hitů s hudbou z filmu Star Wars: Epizoda IV – Nová naděje. Mecoova diskotéková verze „Star Wars Theme/Cantina Band“ z jeho alba Star Wars and Other Galactic Funk dosáhla prvního místa v hitparádě současně s původní verzí filmové hudby Johna Williamse.

## Coververze Patricka Gleesona
Měsíc po vydání nahrávky orchestru London Symphony Orchestra znělku Star Wars nahrál americký hudebník Patrick Gleeson, jehož verze byla vydána ve Francii a Spojených státech.